# Grias colombiana
Grias colombiana är en tvåhjärtbladig växtart som beskrevs av José Cuatrecasas. Grias colombiana ingår i släktet Grias och familjen Lecythidaceae. IUCN kategoriserar arten globalt som sårbar. Inga underarter finns listade i Catalogue of Life.